# Southwood Acres
Southwood Acres est un quartier suburbain et une census-designated place de la ville d'Enfield située dans le comté de Hartford, dans l'État du Connecticut (États-Unis). Lors du recensement de 2000, Southwood Acres avait une population totale de 8 067 habitants.

## Géographie
Selon le Bureau du Recensement des États-Unis, la superficie de la ville est de 10,6 km2, dont 10,6 km2 de terres et 0,0 km2 de plans d'eau (soit 0,00 %).

## Démographie
D'après le recensement de 2000, il y avait 8 067 habitants, 2 988 ménages, et 2 414 familles dans la ville. La densité de population était de 763,4 hab/km2. Il y avait 3 018 maisons avec une densité de 285,6 maisons/km2. La décomposition ethnique de la population était : 96,48 % blancs ; 0,95 % noirs ; 0,06 % amérindiens ; 0,83 % asiatiques ; 0,00 % natifs des îles du Pacifique ; 0,73 % des autres races ; 0,94 % de deux ou plus races. 1,60 % de la population était hispanique ou Latino de n'importe quelle race.
Il y avait 2 988 ménages, dont 33,8 % avaient des enfants de moins de 18 ans, 68,9 % étaient des couples mariés, 8,9 % avaient une femme qui était parent isolé, et 19,2 % étaient des ménages non-familiaux. 16,2 % des ménages étaient constitués de personnes seules et 7,6 % de personnes seules de 65 ans ou plus. Le ménage moyen comportait 2,70 personnes et la famille moyenne avait 3,02 personnes.
Dans la ville la pyramide des âges était 24,6 % en dessous de 18 ans, 5,4 % de 18 à 24, 29,0 % de 25 à 44, 26,3 % de 45 à 64, et 14,6 % qui avaient 65 ans ou plus. L'âge médian était 40 ans. Pour 100 femmes, il y avait 94,9 hommes. Pour 100 femmes de 18 ans ou plus, il y avait 91,6 hommes.
Le revenu médian par ménage de la ville était 60 743 dollars US, et le revenu médian par famille était $64 930. Les hommes avaient un revenu médian de $46 530 contre $30 984 pour les femmes. Le revenu par habitant de la ville était $23 891. 2,4 % des habitants et 1,8 % des familles vivaient sous le seuil de pauvreté. 0,6 % des personnes de moins de 18 ans et 3,2 % des personnes de plus de 65 ans vivaient sous le seuil de pauvreté.